# Perry County, Indiana
Perry County är ett administrativt område i delstaten Indiana, USA, med 19 338 invånare (2010). Den administrativa huvudorten (county seat) är Tell City.

## Geografi
Enligt United States Census Bureau har countyt en total area på 1 001 km². 988 km² av den arean är land och 13 km² är vatten.

### Angränsande countyn
- Crawford County - nordost
- Meade County, Kentucky - öst
- Breckinridge County, Kentucky - sydost
- Hancock County, Kentucky - sydväst
- Spencer County - väst
- Dubois County - nordväst